# Bellville (Texas)
Bellville é uma cidade localizada no estado norte-americano de Texas, no Condado de Austin.

## Demografia
Segundo o censo norte-americano de 2000, a sua população era de 3794 habitantes. 
Em 2006, foi estimada uma população de 4338, um aumento de 544 (14.3%).

## Geografia
De acordo com o United States Census Bureau tem uma área de 
6,8 km², dos quais 6,8 km² cobertos por terra e 0,0 km² cobertos por água. Bellville localiza-se a aproximadamente 89 m acima do nível do mar.

## Localidades na vizinhança
O diagrama seguinte representa as localidades num raio de 28 km ao redor de Bellville. 